# C/2011 Y3 Boattini
C/2011 Y3 (Boattini) è la ventunesima cometa scoperta da Andrea Boattini: in quanto cometa periodica ha anche la designazione Boattini 9, essendo la nona cometa periodica scoperta da Boattini. Appartiene alla famiglia delle comete gioviane, pur presentando una periodicità anomala per questo gruppo di comete.